# Xometla, La Perla
Xometla är en ort i Mexiko.   Den ligger i kommunen La Perla och delstaten Veracruz, i den sydöstra delen av landet, 210 km öster om huvudstaden Mexico City. Xometla ligger 2 605 meter över havet och antalet invånare är 725.
Terrängen runt Xometla är kuperad åt sydost, men åt nordväst är den bergig. Runt Xometla är det ganska tätbefolkat, med 199 invånare per kvadratkilometer. Närmaste större samhälle är Orizaba, 16,4 km sydost om Xometla. I omgivningarna runt Xometla växer huvudsakligen savannskog.